# Just as I Am (альбом Брэнтли Гилберта)
| Оценки критиков | Оценки критиков |
| Источник        | Оценка          |
| --------------- | --------------- |
| AllMusic        | [ 1 ]           |
| Country Weekly  | A               |
| Digital Journal | [ 3 ]           |
| Roughstock      | [ 4 ]           |
| USA Today       | [ 5 ]           |

Just as I Am — третий студийный альбом американского кантри-певица и автора-исполнителя Брэнтли Гилберта, изданный 19 мая 2014 года на студии Valory Music Group. Сингл «Bottoms Up» с этого альбома возглавил кантри-чарт США. Гилберт написал сам или был соавтором всех 11 треков диска.

## История
Альбом вышел 19 мая 2014 года на студии Valory Music Group. В первую же неделю он дебютировал на № 2 в хит-параде Billboard 200, уступив первое место только альбому Ghost Stories группы Coldplay, а также диск стал № 1 в кантри-чарте Top Country Albums с тиражом в 211 000 копий в США. По состоянию на июнь 2014 года суммарный тираж альбома составляет 412 000 копий в США.
Альбом получил в целом положительные или умеренные отзывы музыкальных критиков и интернет-изданий, например от таких как AllMusic, USA Today, Country Weekly, Digital Journal, The New York Times, Roughstock.

## Список композиций
| №                   | Название                                                         | Автор(ы)                                 | Длительность |
| ------------------- | ---------------------------------------------------------------- | ---------------------------------------- | ------------ |
| 1.                  | «If You Want a Bad Boy»                                          | Гилберт, Troy Verges                     | 3:31         |
| 2.                  | «17 Again»                                                       | Гилберт, Ben Hayslip, Rhett Akins        | 3:59         |
| 3.                  | «Bottoms Up»                                                     | Гилберт, Brett James, Justin Weaver      | 3:41         |
| 4.                  | «That Was Us»                                                    | Гилберт                                  | 3:47         |
| 5.                  | «I'm Gone»                                                       | Гилберт, Wendell Mobley, Tony Martin     | 3:34         |
| 6.                  | «My Baby's Guns N' Roses»                                        | Гилберт, Brian Davis, David Tolliver     | 3:33         |
| 7.                  | «Lights of My Hometown»                                          | Гилберт, Davis, Forrest Whitehead        | 6:10         |
| 8.                  | «One Hell of an Amen»                                            | Гилберт, Mike Dekle, Davis               | 3:42         |
| 9.                  | «Small Town Throwdown» (при участии Justin Moore и Thomas Rhett) | Гилберт, Hayslip, Akins, Dallas Davidson | 3:22         |
| 10.                 | «Let It Ride»                                                    | Гилберт                                  | 4:37         |
| 11.                 | «My Faith in You»                                                | Гилберт, Jeremy Spillman                 | 5:10         |
| Общая длительность: | Общая длительность:                                              | Общая длительность:                      | 45:09        |

| №   | Название            | Автор(ы)                      | Длительность |
| --- | ------------------- | ----------------------------- | ------------ |
| 12. | «G.R.I.T.S.»        | Гилберт                       | 3:53         |
| 13. | «Read Me My Rights» | Гилберт, Davis, Jess Franklin | 3:56         |
| 14. | «Grown Ass Man»     | Гилберт                       | 4:58         |

## Чарты

### Альбом
| Чарт (2014)                        | Высшая позиция |
| ---------------------------------- | -------------- |
| Канада (Canadian Albums Chart)     | 8              |
| США (Billboard 200)                | 2              |
| США (Billboard Top Country Albums) | 1              |

### Синглы
| Год  | Сингл                  | Высшая позиция | Высшая позиция     | Высшая позиция | Высшая позиция | Высшая позиция |
| Год  | Сингл                  | US Country     | US Country Airplay | US             | CAN Country    | CAN            |
| ---- | ---------------------- | -------------- | ------------------ | -------------- | -------------- | -------------- |
| 2013 | «Bottoms Up»           | 1              | 1                  | 20             | 3              | 41             |
| 2014 | «Small Town Throwdown» | 21             | 15                 | 91             | 34             | —              |